# Katathrenie
Als Katathrenie wird eine erstmals 2001 als Form der Parasomnie beschriebene Schlafstörung bezeichnet, die in einer schlafgebundenen verlängerten Ausatmung (= Exspiration) mit einem anhaltenden Geräusch besteht, das an Stöhnen erinnert. Sie tritt meist im REM-Schlaf und in Clustern auf. Eine Katathrenie beginnt oft schon in der Kindheit und stört später den Bettpartner. Sie wird von den Patienten selbst nicht bemerkt und führt nicht zu einer Störung der Befindlichkeit. Eine CPAP-Therapie soll wirksam sein.